# هگزانیترواتان
هگزانیترواتان (به انگلیسی: Hexanitroethane) با فرمول شیمیایی C۲N۶O۱۲ یک ترکیب شیمیایی با شناسه پاب‌کم ۶۱۲۳۲ است. که جرم مولی آن ۳۰۰٫۰۵۴۴ g/mol می‌باشد. 